# ۵۶۶ (قمری)
۵۶۶ (قمری)، پانصد و شصت و ششمین سال در گاهشماری هجری قمری است. اول محرم این سال برابر با بیست و یکم سپتامبر سال ۱۱۷۰ میلادی است.